# Myzostoma horologium
Myzostoma horologium is een ringworm uit de familie Myzostomatidae.
Myzostoma horologium werd in 1884 voor het eerst wetenschappelijk beschreven door Graff.